# Sombrero de copa alta

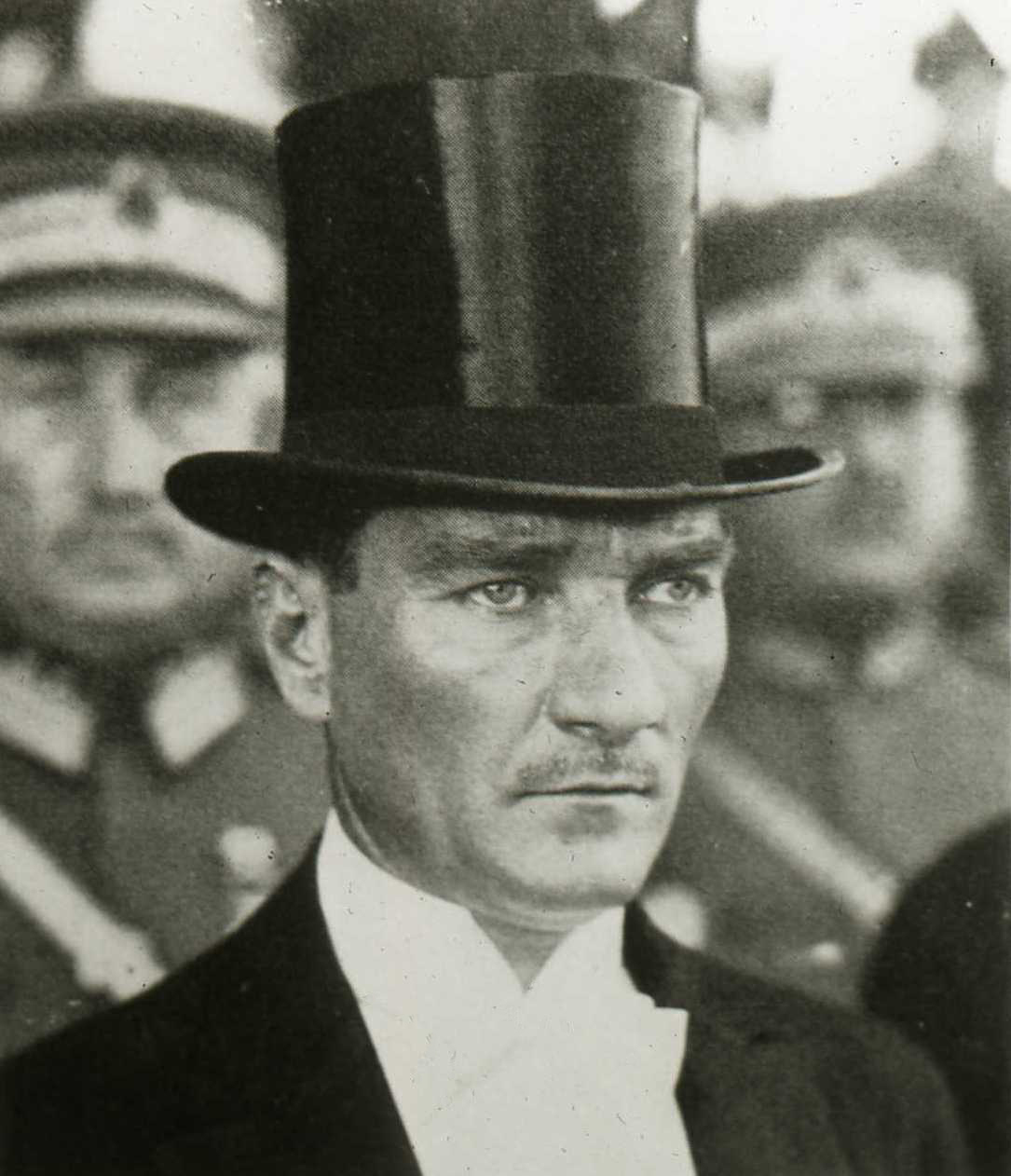
El presidente turco Kemal Atatürk con sombrero de copa y corbata blanca, 1925

Un sombrero de copa, o sombrero de copa alta, coloquialmente llamado galera en Argentina, Uruguay, Chile y Paraguay, o chistera en España, es un tipo de sombrero alto, con la cima plana y el ala amplia, usado por los hombres a lo largo del siglo XIX y comienzos del XX, siendo ahora utilizado solamente con etiqueta de día o conjunto formal de noche.

## Historia
El primer sombrero de copa fue fabricado por John Hetherington en 1797; se hicieron muy populares en Europa en la década de 1820, fabricados con fieltro hecho de piel de castor y más adelante, debido a la influencia de príncipe Alberto de Inglaterra, de seda, aunque ya era una moda común desde finales de la Revolución Francesa. Una versión popular en los Estados Unidos, en el siglo XIX, fue el modelo de sombrero popularizado por Abraham Lincoln durante su presidencia. Diferente de muchas galeras, esta versión era recta, como una tubería, y no era más ancha en la tapa que en el fondo, y a menudo más altos que la chistera habitual.
Más adelante, aparecieron sombreros de copa plegables, el llamado clac, «sombrero de ópera» o «Gibus».
Hacia la última mitad del siglo XIX, el sombrero de copa dejó gradualmente de estar de moda, con las clases medias adoptando los bombines y los sombreros de fieltro suaves, que eran más convenientes para la vida de la ciudad, así como más convenientes para la producción en masa. En comparación, un sombrero de copa necesitaba ser hecho a mano por un sombrerero experto, y había pocas personas jóvenes que quisieran retomar lo que era obviamente un comercio que moría. Hacia el final de la Primera Guerra Mundial se había convertido en una rareza en la vida diaria. Continuó siendo utilizado para el uso formal, con chaqué durante el día y con prendas de noche (frac) hasta finales de los años 30. El sombrero de copa persistió en ciertas áreas, tales como la política y la diplomacia internacional, por varios años más.
Fuera del contexto de la etiqueta, en el que ha desaparecido, el sombrero de copa sigue sin embargo vigente como artículo asociado al mundo del arte, especialmente la prestidigitación asociado con la magia y los tradicionales números en los que el ilusionista extrae de él diversos elementos, como palomas o conejos, lo cual le ha valido el nombre de sombrero de mago. También ha sido empleado por algunos intérpretes de música rock (Marc Bolan, Alice Cooper, Slash)
Las imitaciones baratas de sombrero de copa se hacen hoy en día para la etiqueta de corbata blanca, así como para acontecimientos que exigen traje de mañana. Se hacen generalmente en el estilo de Lincoln y con un ala plana pues su fabricación correcta resulta demasiado costosa.

## Otros usos

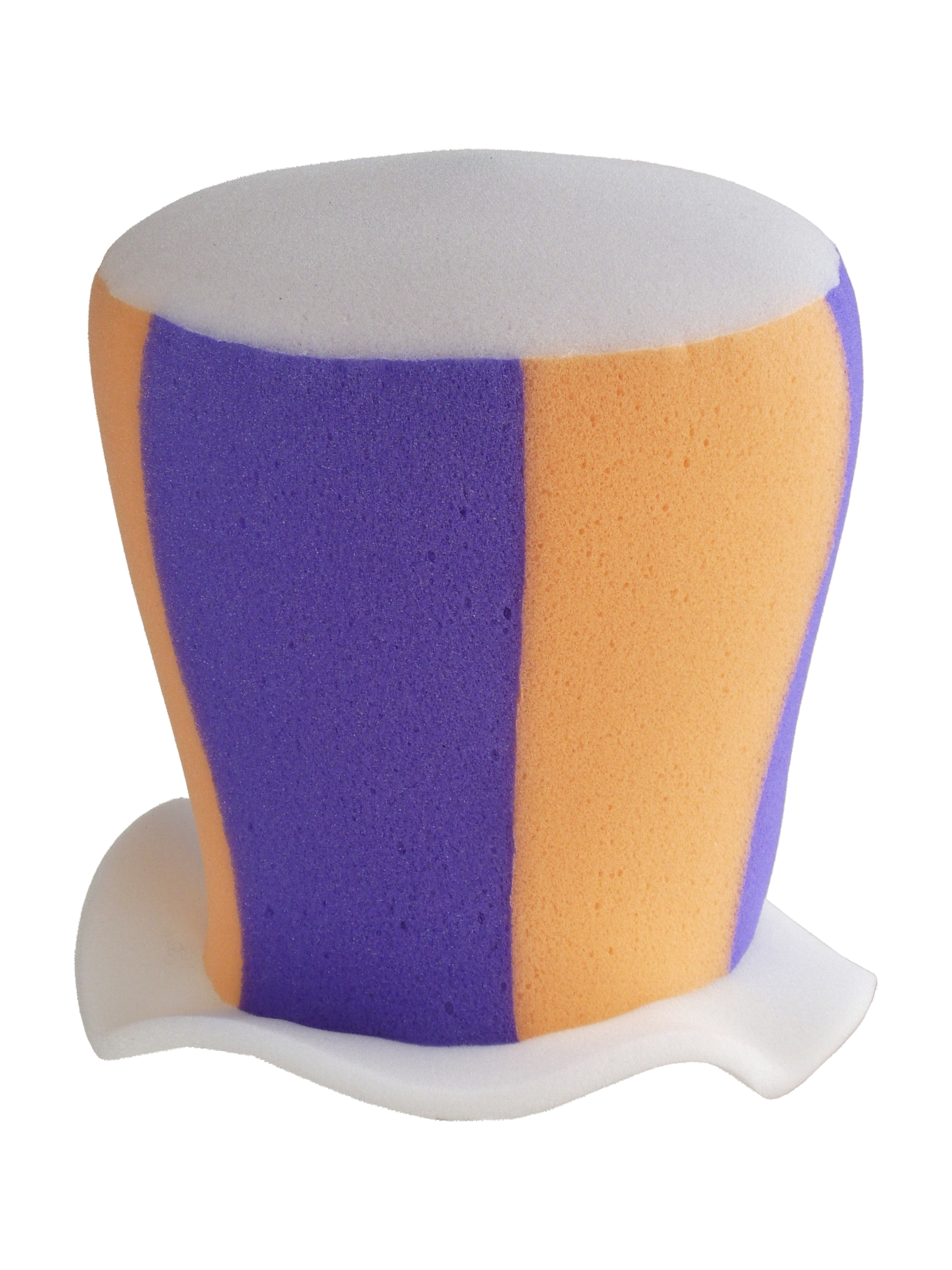
Un sombrero de copa de gomaespuma para fiestas infantiles.

- La Corporación Municipal de Pamplona todavía lo usa en todos los actos públicos donde los concejales varones visten el traje de gala consistente en indumentaria de frac.
- El personaje Scrooge McDuck de Disney es representado usando este tipo de sombrero.
- El sombrero de copa se muestra como uno de los símbolos del Monopoly.
- Es el logotipo de los videojuegos Profesor Layton con la letra 'L', y sombrero utilizado por el protagonista titular.

### Frases hechas
- Sacarse algo de la chistera o Sacarse algo de la galera. Traer a colación algo imprevisto o inoportuno. Proviene de la costumbre de los magos de hacer aparecer elementos de su sombrero de copa.